# 귀즐리 AFC
귀즐리 AFC(Guiseley A.F.C.)는 잉글랜드 웨스트요크셔주 귀즐리를 연고지로 하는 축구 구단이다. 1909년 창단되었으며, 2014-15 시즌 콘퍼런스 노스에서 플레이오프를 거쳐 승격되어 현재 콘퍼런스 프리미어에 소속되어 있다.

## 외부 링크

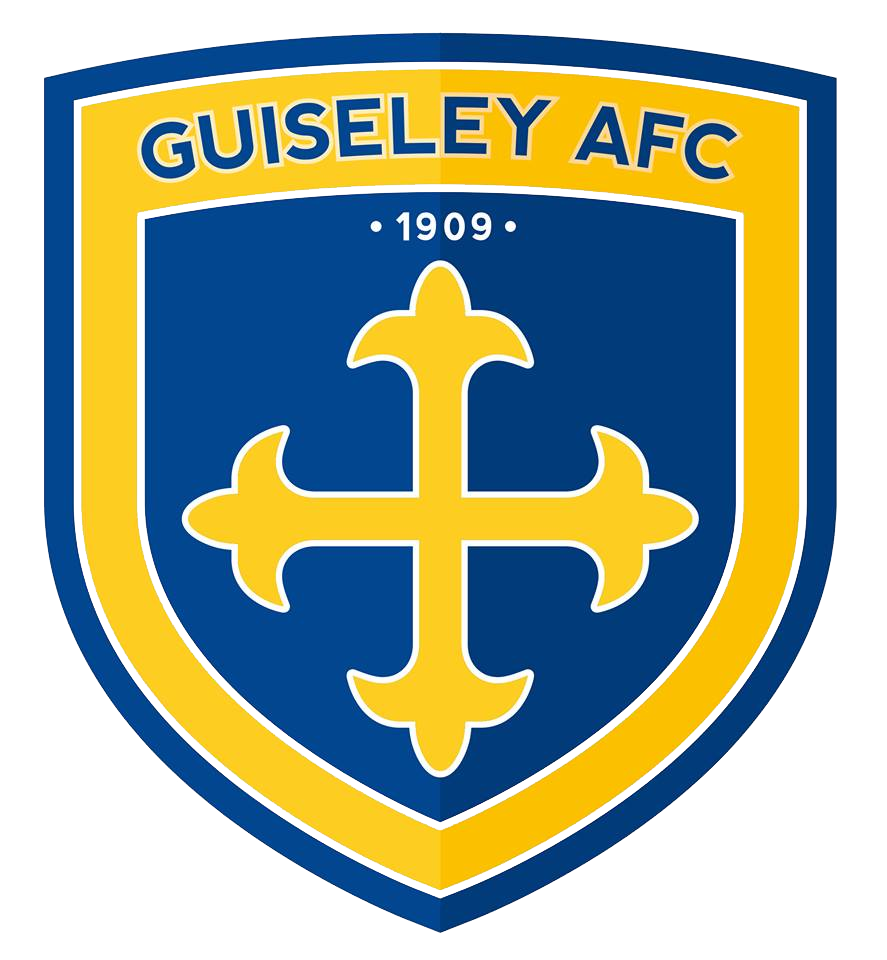
귀즐리 AFC의 로고

## 선수 명단

### 현역
참고: FIFA 자격 규정에 따라 소속된 국가대표팀 국기를 표시합니다. 선수는 복수의 FIFA 비회원국 국적을 가지고 있을 수 있습니다.
| 번호 | 포지션 | 국적              | 이름      |
| ---- | ------ | ----------------- | --------- |
| -    | DF     | 세인트키츠 네비스 | 자밀 이블 |

| 번호 | 포지션 | 국적 | 이름 |
| ---- | ------ | ---- | ---- |

## 역대 감독
| 감독                | 임기 |
| ------------------- | ---- |
| 션 세인트레저(대행) | 2018 |